# دزیان
دزیان یک روستا در ایران است که در دهستان بیارجمند واقع شده‌است. دزیان ۲۰۰ نفر جمعیت دارد.